# Rabós
Rabós est une commune d'Espagne située dans la communauté autonome de Catalogne, province de Gérone, de la comarque d'Alt Empordà.

## Géographie

### Localisation
La commune de Rabós est située sur le versant sud du massif des Albères.

### Communes limitrophes
|         | Banyuls-sur-Mer (France) | Colera              |
| Espolla | Rabós                    | Llançà Vilamaniscle |
|         | Mollet de Peralada       | Garriguella         |

## Lieux et monuments
- Abbaye Saint-Cyr de Colera
- Dolmen de les Comes Llobes dels Pils